# Skupina odtahující elektrony
Skupina odtahující elektrony je funkční skupina, která snižuje elektronovou hustotu na atomu, na který je navázána, což má několik kinetických a termodynamických následků:
- Skupiny odtahující elektrony zvyšují oxidační potenciály. Tetrakyanoethylen má na alkenový řetězec navázány čtyři nitrilové substituenty, které odtahují elektrony.[1]
- Karboxylové kyseliny, které mají na uhlíkový řetězec navázány skupiny odtahující elektrony, jsou silnější (mají nižší pKa) než odpovídající nesubstituované kyseliny.
- Skupiny odtahující elektrony mohou být atakovány i slabými nukleofily a účastnit se tak nukleofilních substitucí; například u chlordinitrobenzenu lze nahrazovat atomy chloru jinými skupinami snadněji než u chlorbenzenu.[2]
- Skupiny odtahující elektrony zvyšují Lewisovskou kyselost; například fluor tak způsobuje, že fluorid boritý je silnější Lewisovou kyselinou než trimethylboran.